# 주노 (우주선)
주노(Juno)는 미국 항공 우주국의 목성 탐사선이다. 2011년 8월 5일 (미국 기준) 케이프커내버럴 공군 기지에서 발사되었다. 또한, 뉴 프런티어 계획의 일부이다.

## 타임라인
| 날짜 (협정 세계시)         | 사건                                                                                             |
| -------------------------- | ------------------------------------------------------------------------------------------------ |
| 2011년 8월 5일, 16:25:00   | 발사                                                                                             |
| 2012년 8월 5일, 06:57:00   | 경로 수정                                                                                        |
| 2012년 9월 3일, 06:30:00   | 경로 수정                                                                                        |
| 2013년 10월 9일, 06:30:00  | 속력 증가를 위해 지구 근접 통과 (126,000 ~ 150,000 km/h) 갤러리                                  |
| 2016년 7월 5일 02시 50분   | 목성에 도착 & 극 궤도에 진입 (1번째 궤도)                                                        |
| 2016년 8월 27일 13시 44분  | 근목점 1 갤러리                                                                                  |
| 2016년 10월 19일, 18:10:53 | 근목점 2                                                                                         |
| 2016년 12월 11일 17시 04분 | 근목점 3                                                                                         |
| 2017년 2월 2일 12시 57분   | 근목점 4                                                                                         |
| 2017년 3월 27일 08시 52분  | 근목점 5                                                                                         |
| 2017년 5월 19일, 06:00:47  | 근목점 6                                                                                         |
| 2017년 7월 11일, 01:54:42  | 근목점 7: 대적점 플라이오버                                                                      |
| 2017년 9월 1일, 21:48:50   | 근목점 8                                                                                         |
| 2017년 10월 24일, 17:42:31 | 근목점 9                                                                                         |
| 2017년 12월 16일, 17:56:59 | 근목점 10                                                                                        |
| 2018년 2월 7일, 13:51:49   | 근목점 11                                                                                        |
| 2018년 4월 1일, 09:45:57   | 근목점 12                                                                                        |
| 2018년 5월 24일, 05:40:07  | 근목점 13                                                                                        |
| 2018년 7월 16일, 05:17:38  | 근목점 14                                                                                        |
| 2018년 9월 7일, 01:11:55   | 근목점 15                                                                                        |
| 2018년 10월 29일, 21:06:15 | 근목점 16                                                                                        |
| 2018년 12월 21일, 17:00:25 | 근목점 17                                                                                        |
| 2019년 2월 12일, 16:19:48  | 근목점 18                                                                                        |
| 2019년 4월 6일, 12:13:58   | 근목점 19                                                                                        |
| 2019년 5월 29일, 08:08:13  | 근목점 20                                                                                        |
| 2019년 7월 21일, 04:02:44  | 근목점 21                                                                                        |
| 2019년 9월 12일, 03:40:47  | 근목점 22                                                                                        |
| 2019년 11월 3일, 23:32:56  | 근목점 23                                                                                        |
| 2019년 12월 26일, 16:58:59 | 근목점 24                                                                                        |
| 2020년 2월 17일, 17:51:36  | 근목점 25                                                                                        |
| 2020년 4월 10일, 14:24:34  | 근목점 26                                                                                        |
| 2020년 6월 2일, 10:19:55   | 근목점 27                                                                                        |
| 2020년 7월 25일, 06:15:21  | 근목점 28                                                                                        |
| 2020년 9월 16일, 02:10:49  | 근목점 29                                                                                        |
| 2020년 11월 8일, 01:49:39  | 근목점 30                                                                                        |
| 2020년 12월 30일, 21:45:12 | 근목점 31                                                                                        |
| 2021년 2월 21일, 17:40:31  | 근목점 32                                                                                        |
| 2021년 4월 15일, 13:36:26  | 근목점 33                                                                                        |
| 2021년 6월 7일, 09:32:03   | 근목점 34: 가니메데 근접 통과, 표면에서 1,038 km (645 mi) 거리 궤도 주기가 53일에서 43일로 감소. |
| 2021년 7월 20일            | 근목점 35: 1차 확장 탐사 종료 원래는 2021년 7월 30일 이전에 탐사를 종료할 계획이었다.            |
| 2022년 9월 29일            | 근목점 45: 유로파 근접통과. 궤도 주기가 43일에서 38일로 감소                                     |
| 2023년 12월 30일           | 근목점 57: 이오 근접통과                                                                         |
| 2024년 2월 3일             | 근목점 58: 이오 근접통과. 궤도 주기가 33일로 감소                                                |
| 2025년 9월                 | 근목점 76: 2차 확장 탐사 종료                                                                    |

## 임무
- 극궤도에 존재하는 성분, 중력장, 자기장 조사
- 목성 대기에 존재하는 물의 양 조사
- 바위 응어리 존재 여부
- 행성의 질량 분포 조사
- 시속 600km에 도달할 수 있는 목성의 대기 조사

## 갤러리

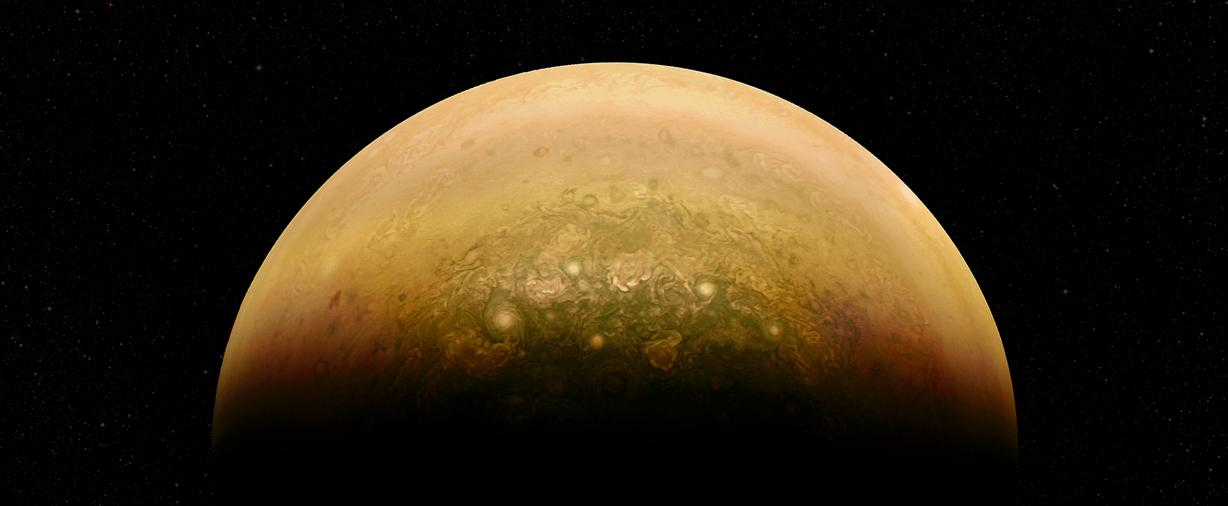
목성의 남극과 대기 (2016년 8월 27일)
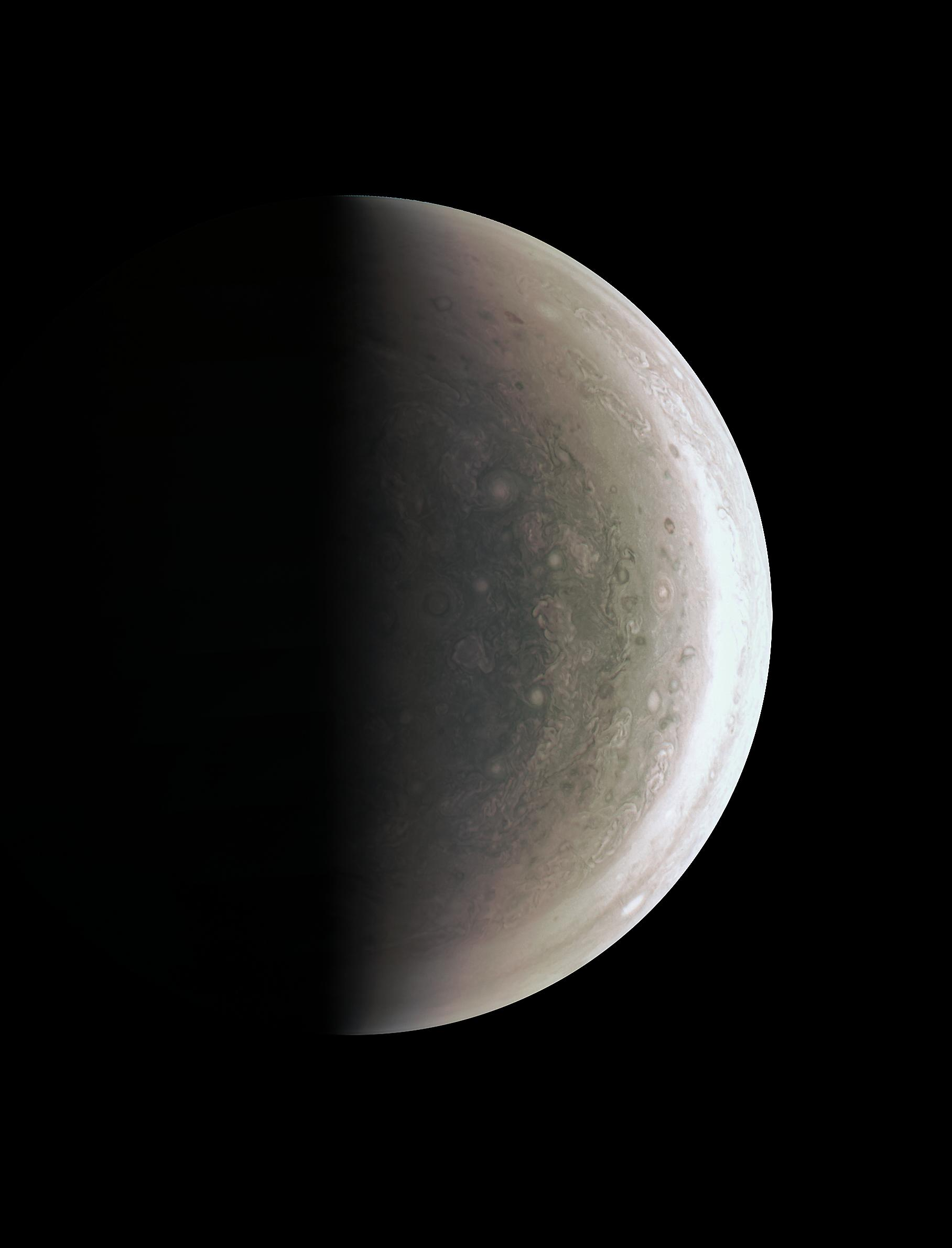
목성의 남극 지역 (94,500 km에서 촬영) (2016년 8월 27일)
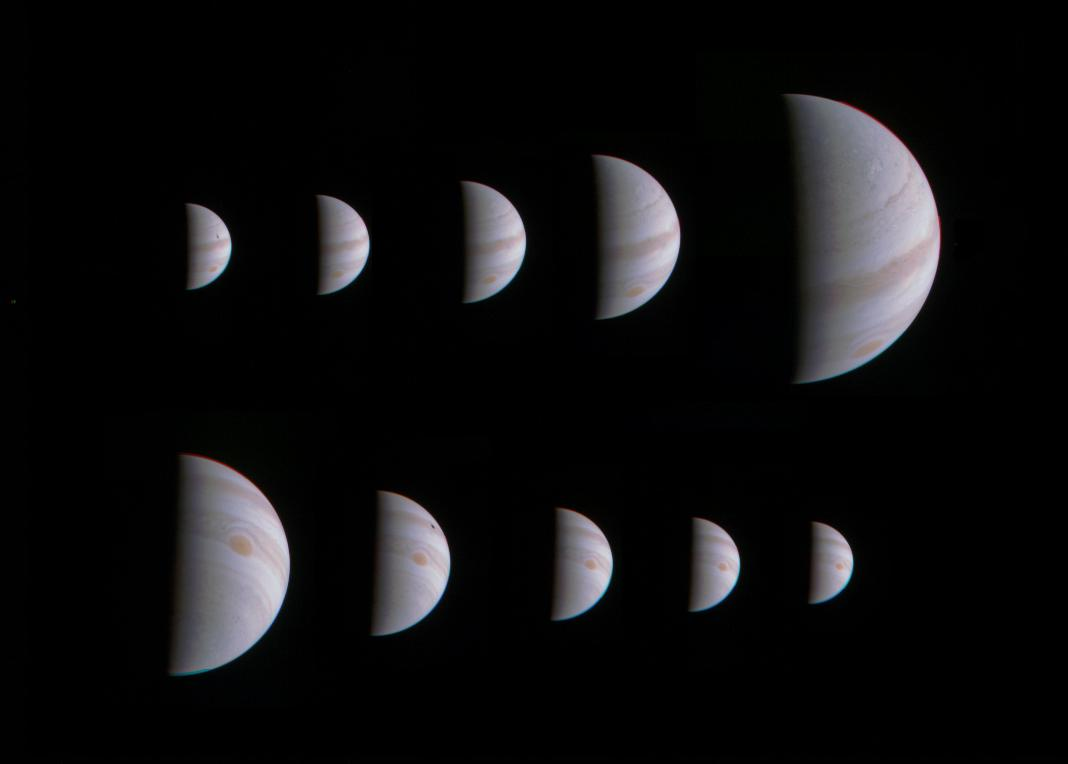
목성 (2016년 8월 27일)
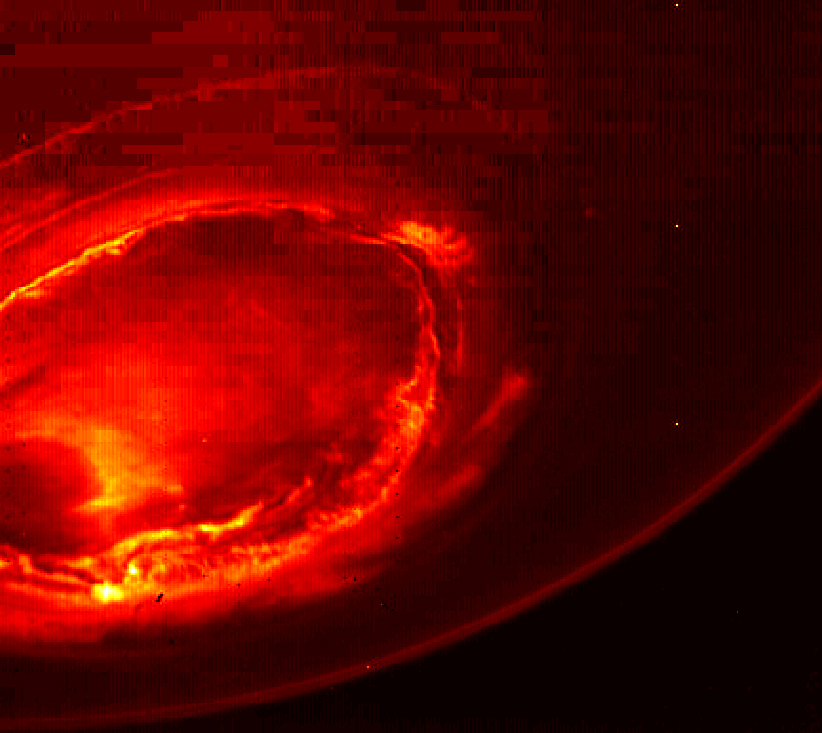
목성의 남부 오로라 (적외선 영역) (2016년 8월 27일)
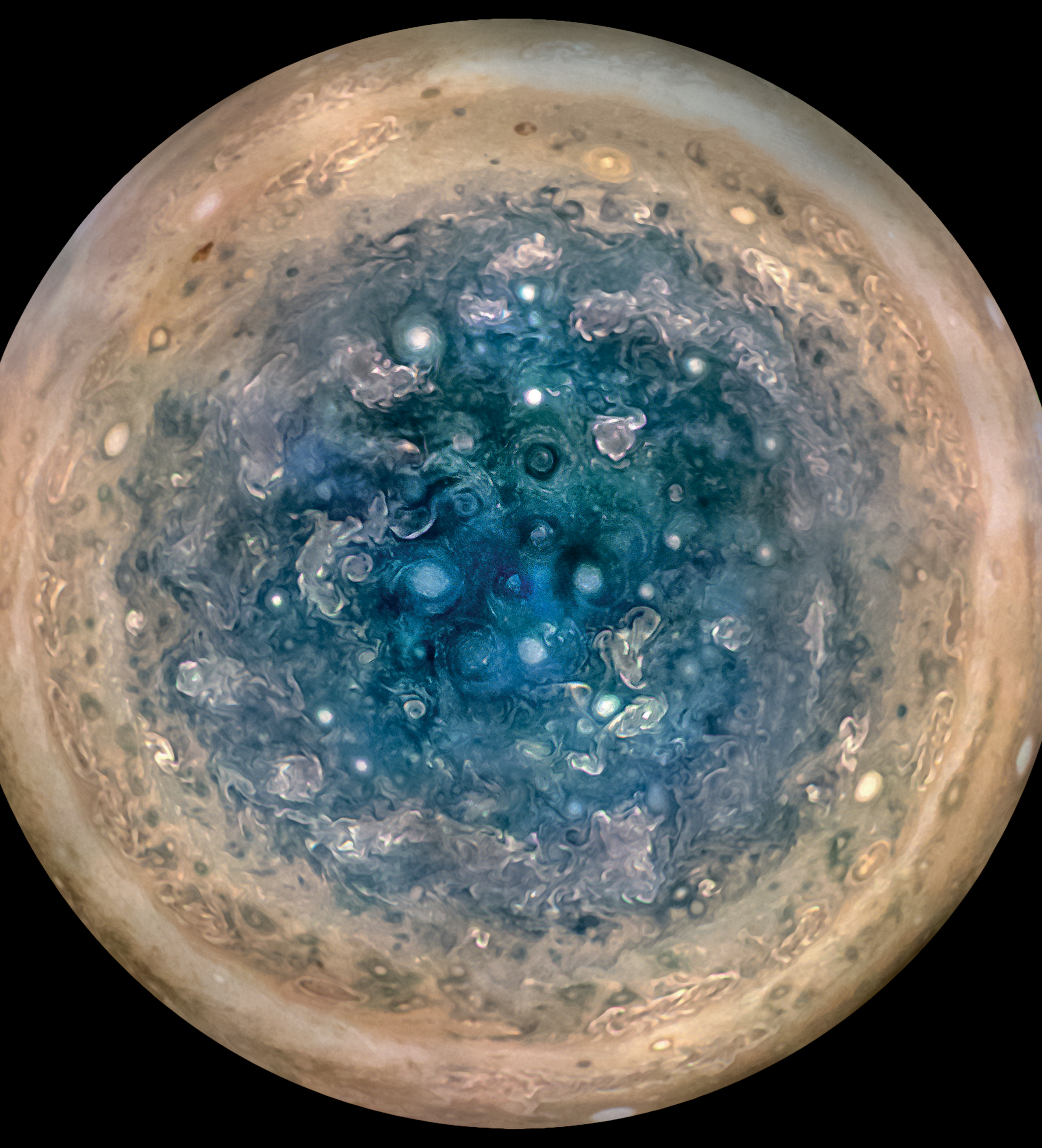
목성의 남부 폭풍
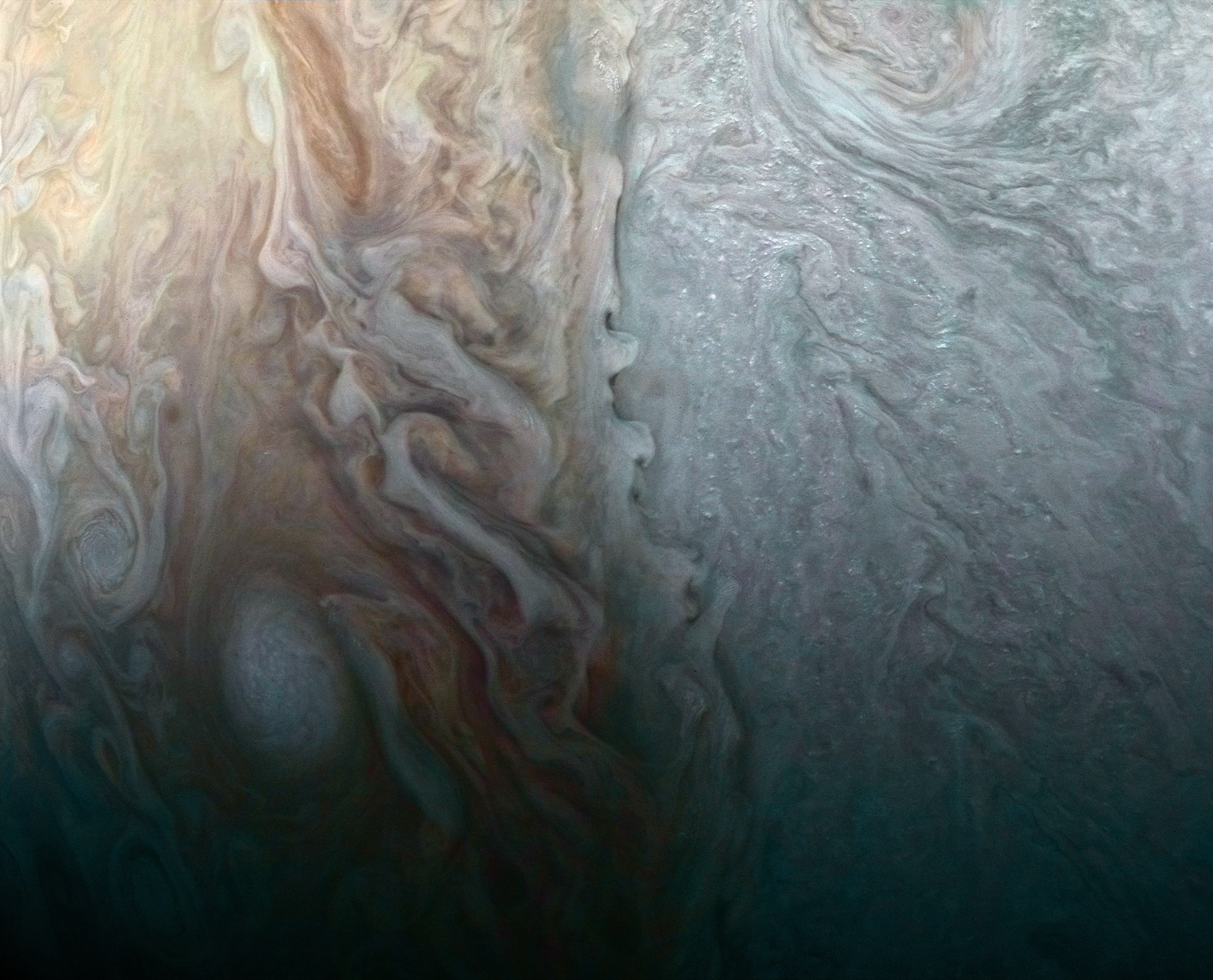
목성의 대기 (2017년 3월 27일)
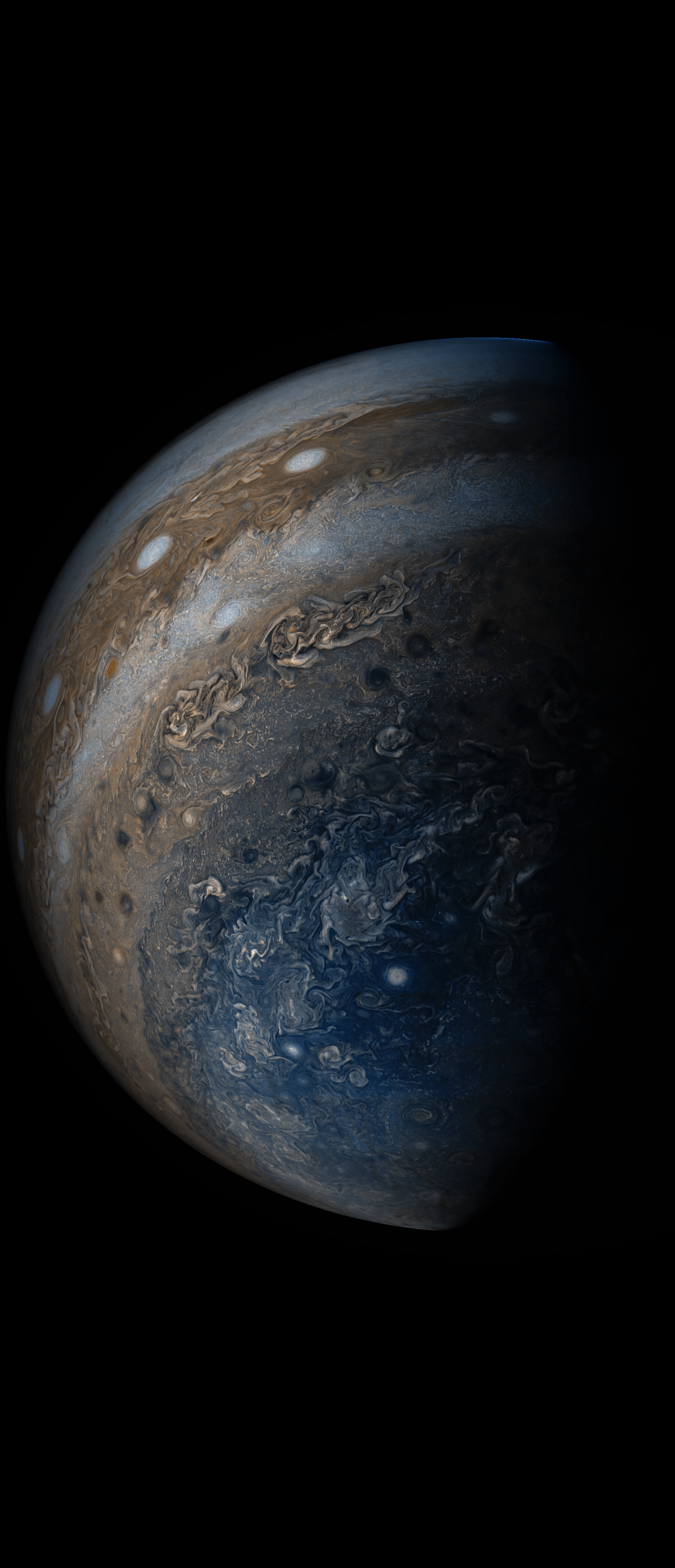
목성의 남극 지역 (46,900 km에서 쵤영) (2017년 5월 19일)
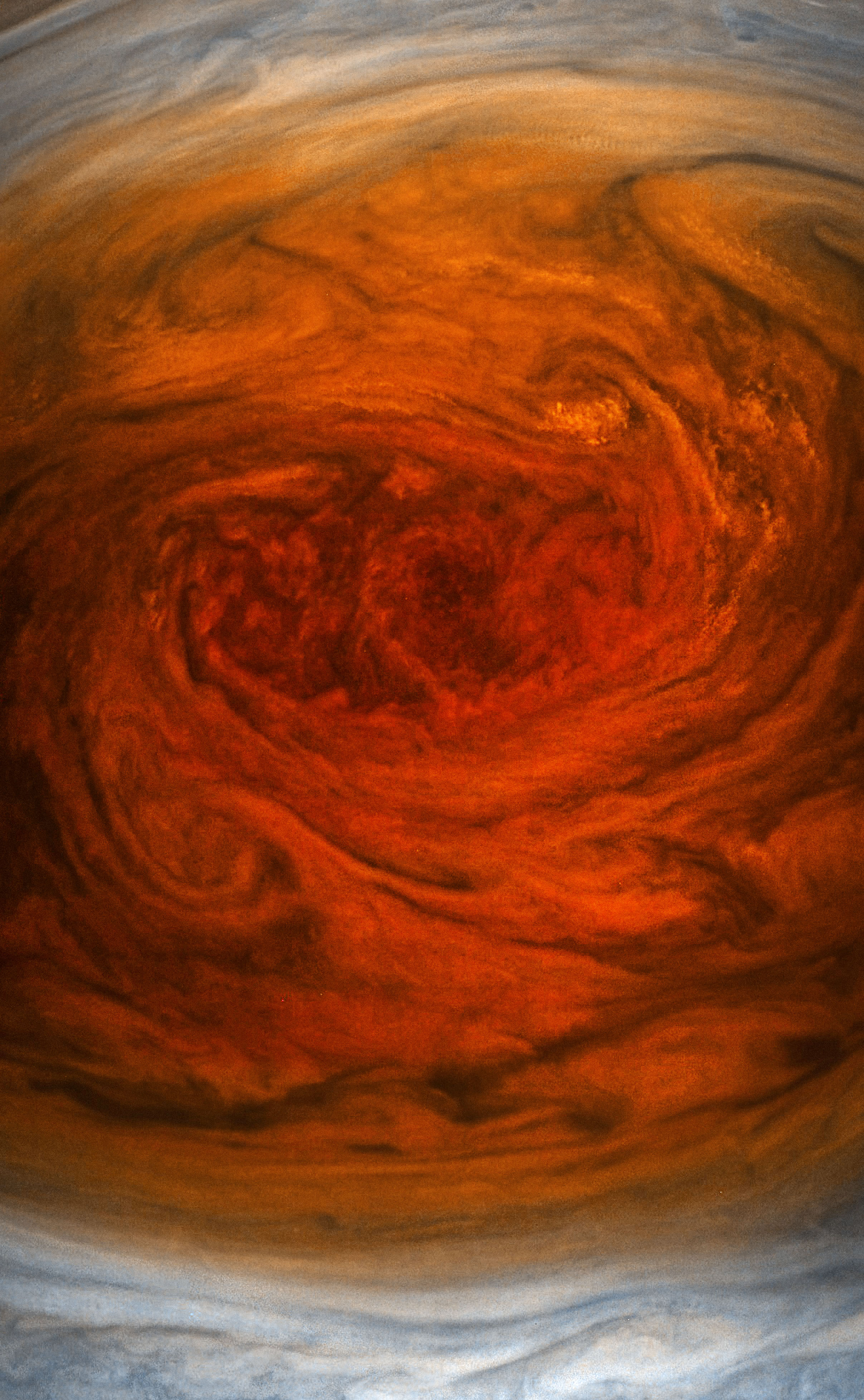
대적점 클로즈업 (근목점 7), (8,000 km에서 촬영) (2017년 7월 11일)
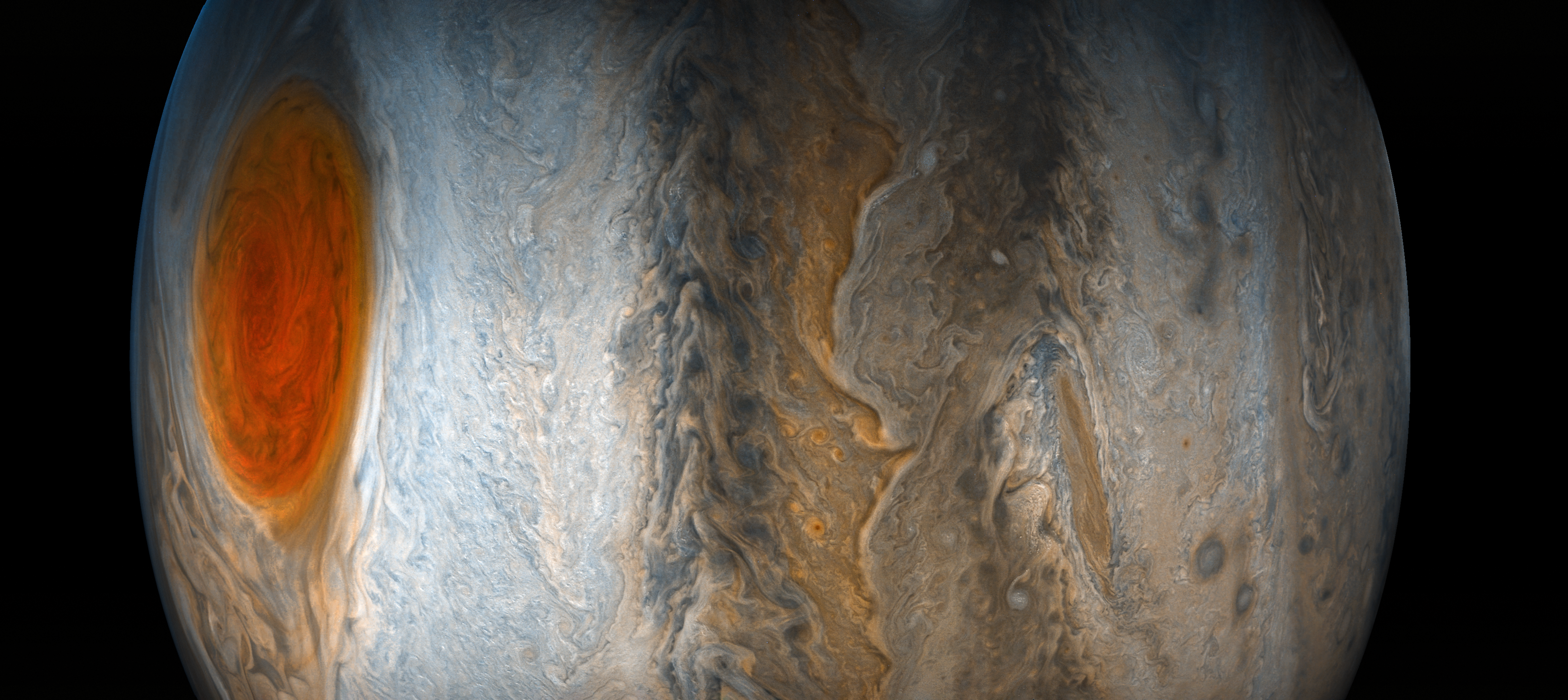
목성 (16,535 km에서 촬영) (2017년 7월 10일)
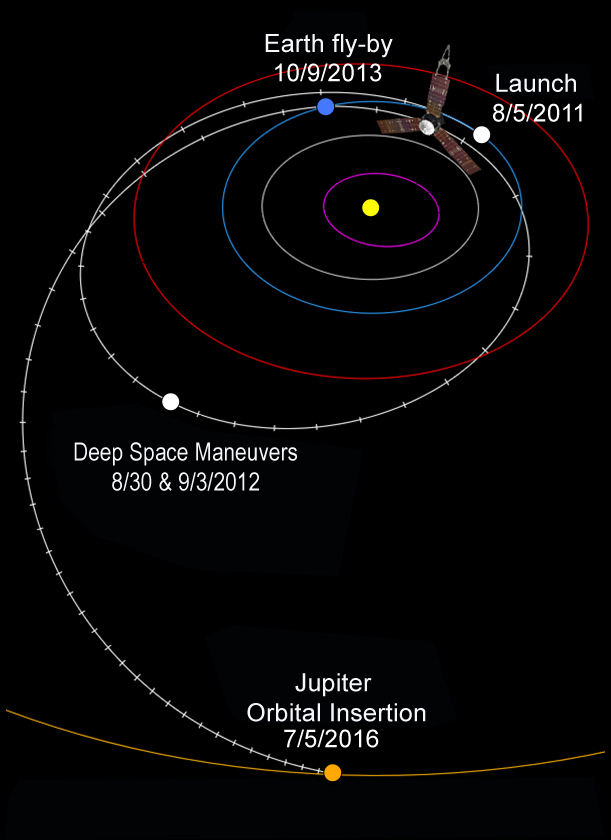
주노 탐사 경로
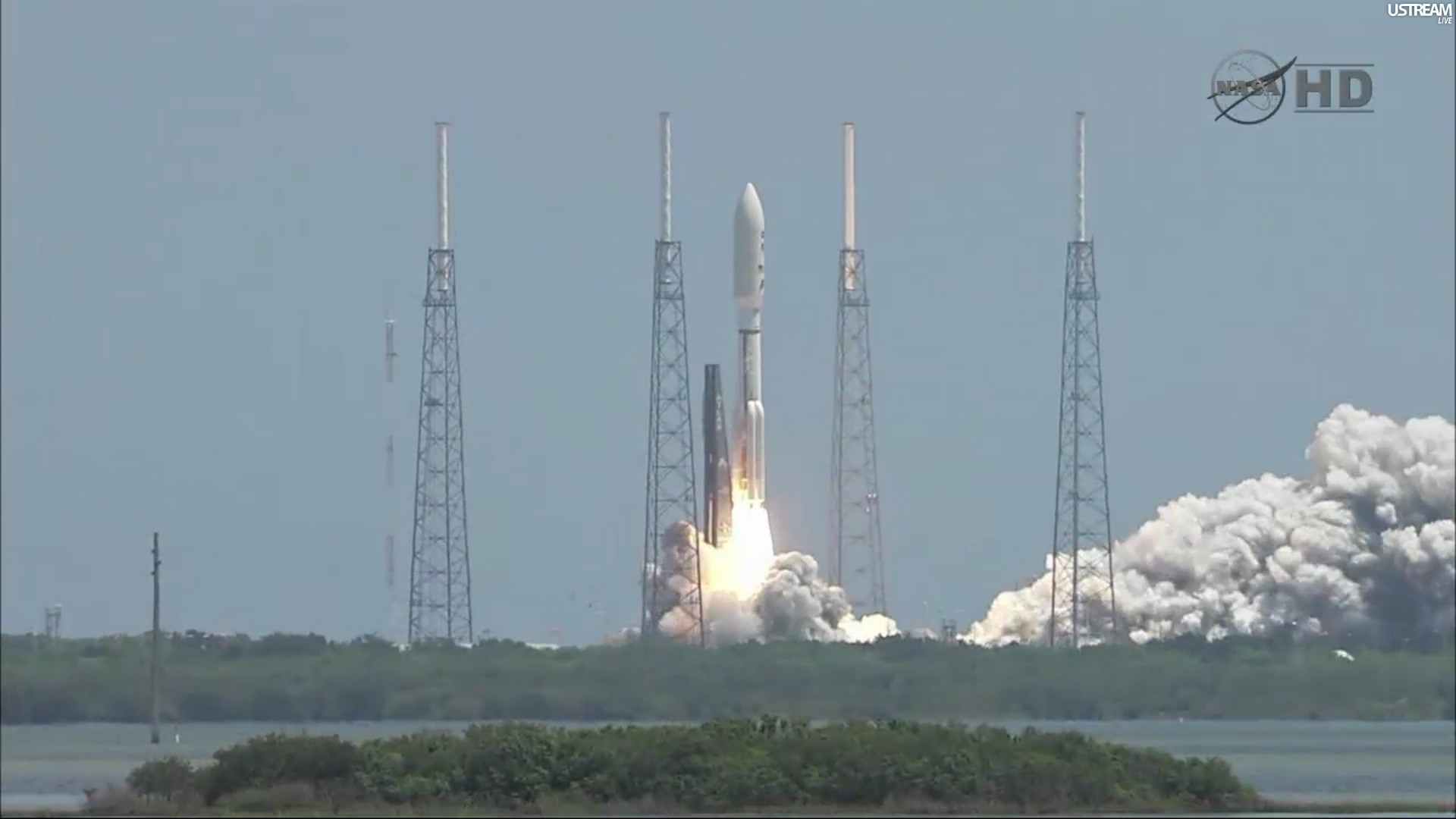
발사
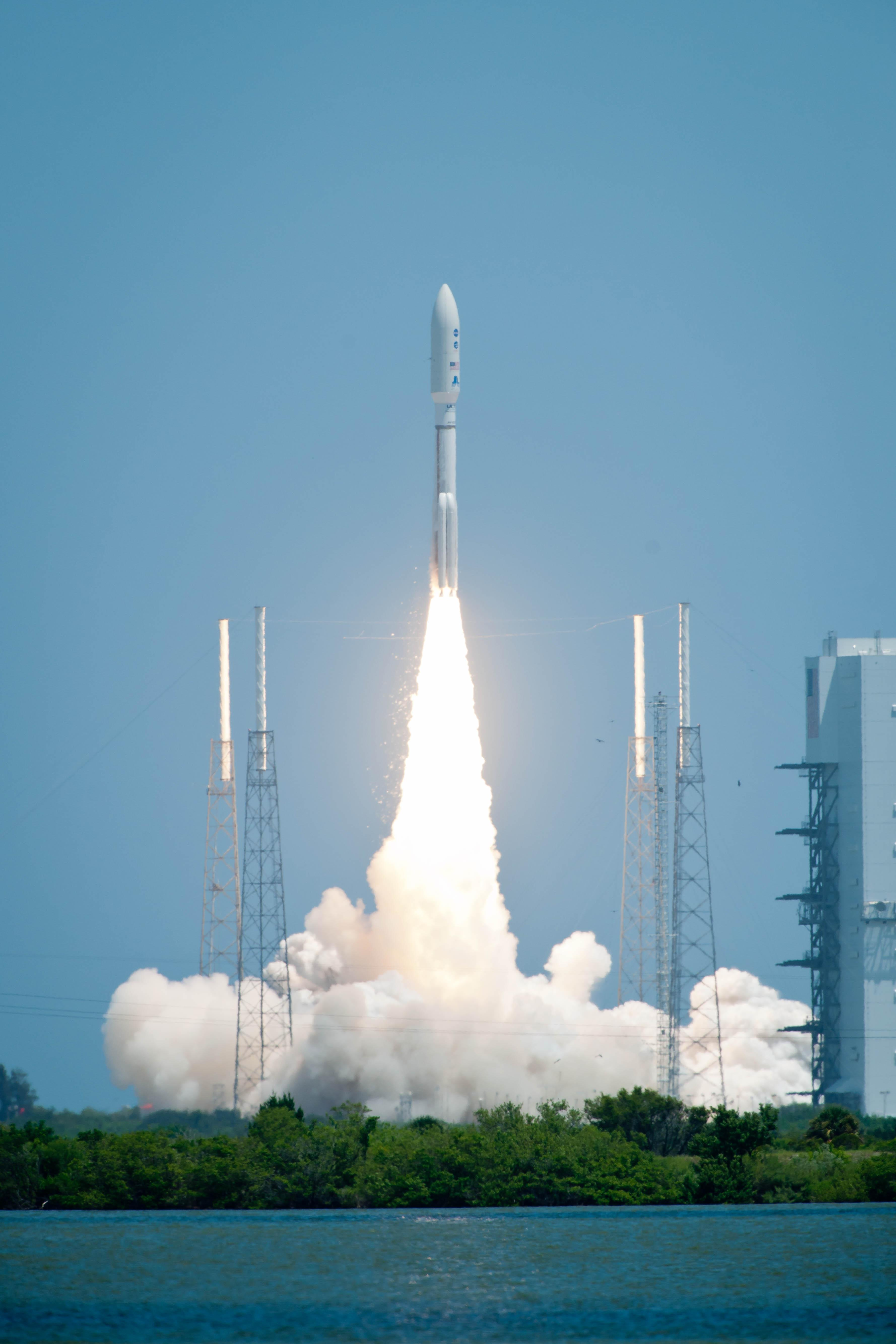

- 발사 비디오
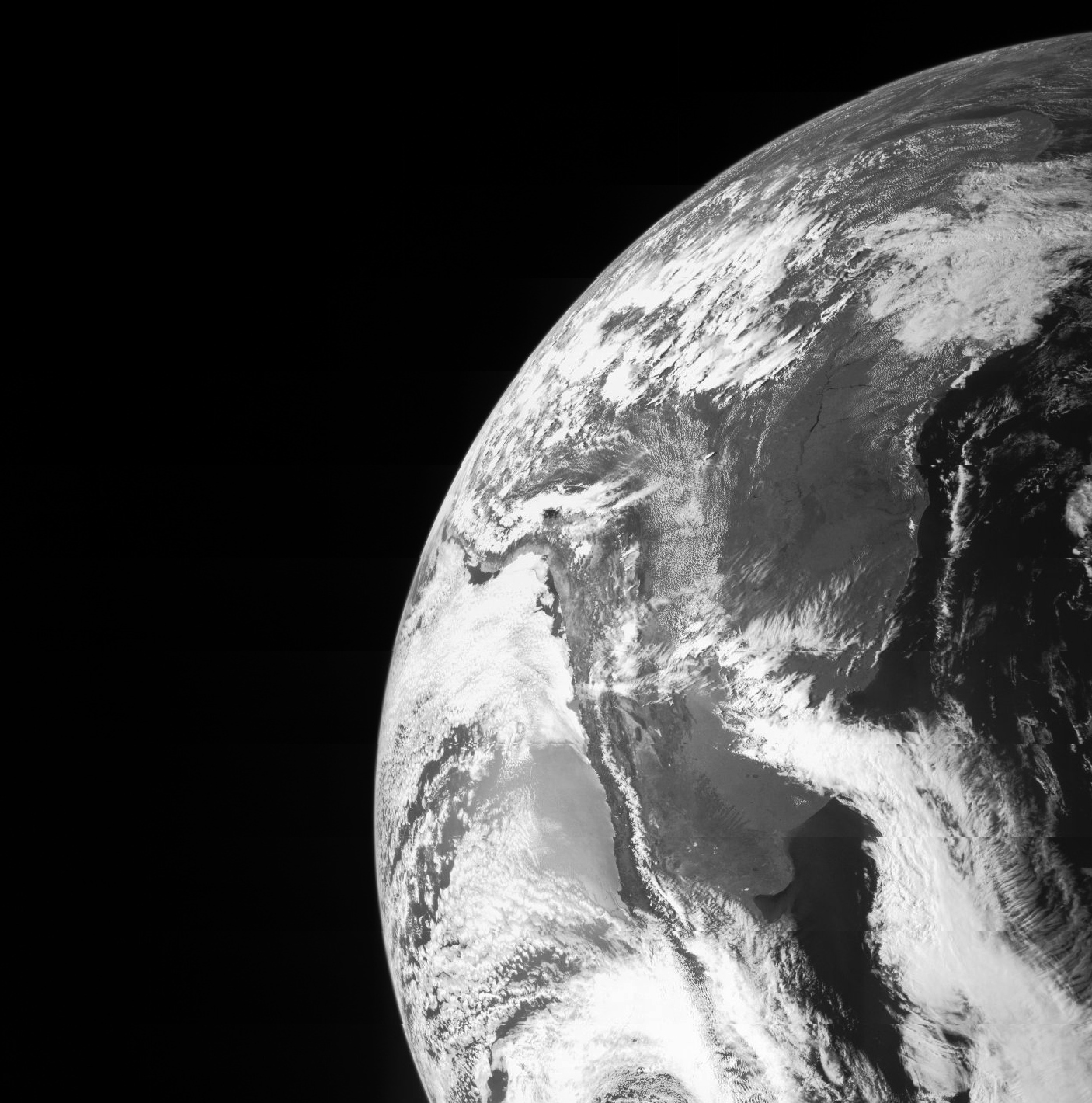
2013년 10월 지구 근접 통과
- 2013년 10월 지구 근접 통과 동영상

## 같이 보기
- 목성의 대기
- 슈메이커-레비 9 혜성
- 목성 탐사
- 목성 얼음 위성 탐사선
- 목성의 위성